# Nazarij Rusyn
Nazarij Orestovyč Rusyn (in ucraino Назарiй Орестович Русин?; Novojavorivs'k, 25 ottobre 1998) è un calciatore ucraino, attaccante del Sunderland.

## Carriera

### Club
Il 25 gennaio 2025 viene ceduto all'Hajduk Spalato con la formula del prestito con diritto di riscatto. Il 2 febbraio fa il suo debutto con i Bili, subentrando a Anthony Kalik  nel match di campionato perso 3-2 contro la Lokomotiva Zagabria.

### Nazionale
Ha giocato nelle nazionali giovanili ucraine Under-17, Under-18, Under-19 ed Under-21.
Il 29 maggio 2023 viene convocato per la prima volta in nazionale maggiore in sostituzione dell'infortunato Roman Jaremčuk.

## Statistiche

### Presenze e reti nei club
Statistiche aggiornate all'8 novembre 2020.
| Stagione           | Squadra            | Campionato         | Campionato | Campionato | Coppe nazionali | Coppe nazionali | Coppe nazionali | Coppe continentali | Coppe continentali | Coppe continentali | Altre coppe | Altre coppe | Altre coppe | Totale | Totale | Totale |
| Stagione           | Squadra            | Comp               | Pres       | Reti       | Comp            | Pres            | Reti            | Comp               | Pres               | Reti               | Comp        | Pres        | Reti        | Pres   | Reti   |        |
| ------------------ | ------------------ | ------------------ | ---------- | ---------- | --------------- | --------------- | --------------- | ------------------ | ------------------ | ------------------ | ----------- | ----------- | ----------- | ------ | ------ | ------ |
| 2017-2018          | Dinamo Kiev        | PL                 | 1          | 0          | KU              | 1               | 1               | UEL                | 1                  | 1                  | SU          | -           | -           | 3      | 2      |        |
| 2018-2019          | Dinamo Kiev        | PL                 | 19         | 5          | KU              | 0               | 0               | UCL+UEL            | 1+4                | 0                  | SU          | 0           | 0           | 24     | 5      |        |
| ago.-dic. 2019     | Zorja              | PL                 | 14         | 5          | KU              | 0               | 0               | UEL                | 3                  | 2                  | -           | -           | -           | 17     | 7      |        |
| gen.-lug. 2020     | Dinamo Kiev        | PL                 | 12         | 2          | KU              | 1               | 0               | UCL+UEL            | -                  | -                  | SU          | -           | -           | 13     | 2      |        |
| 2020-2021          | Dinamo Kiev        | PL                 | 1          | 0          | KU              | 0               | 0               | UCL                | 0                  | 0                  | SU          | 0           | 0           | 1      | 0      |        |
| Totale Dinamo Kiev | Totale Dinamo Kiev | Totale Dinamo Kiev | 33         | 7          |                 | 2               | 1               |                    | 6                  | 1                  |             | 0           | 0           | 41     | 9      |        |
| Totale carriera    | Totale carriera    | Totale carriera    | 47         | 12         |                 | 2               | 1               |                    | 9                  | 3                  |             | 0           | 0           | 58     | 16     |        |

## Palmarès

### Club

#### Competizioni nazionali
- Supercoppa d'Ucraina: 2

Dinamo Kiev: 2018, 2020
- Coppa d'Ucraina: 1

Dinamo Kiev: 2019-2020
- Campionato polacco: 1

Legia Varsavia: 2020-2021